# La Basu
La Basu (Echévarri, 6 de enero de 1983), nombre de nacimiento Elena Caballero Villanueva, es una cantante de rap considerada una de las cinco artistas más representativas del hip hop español sobre todo en el País Vasco.

## Trayectoria
La Basu descubrió la cultura hip hop a finales de los años 90.Aprendió a rapear a base de practicar y aprender de raperos de su época, aunque no creían que fuera a llegar al éxito por ser mujer. En 1999 creó su primer grupo de rap femenino llamado Jungla Urbana con el que dieron conciertos dentro del País Vasco, siendo poco frecuente ver mujeres haciendo rap en esa época. Destaca en géneros musicales como el rap, el soul, reggae o el flamenco. En 2001 sacó su primera maqueta llamada “#k” y fue entonces cuando fue la telonera de grupos importantes en la escena del rap dentro y fuera del país.
En 2013 saca un nuevo maxi con el nombre de Remixes que dará pie a su primer disco ”Aire es Vida” que ve la luz en marzo del 2015. En 2016 presenta el videoclip de la canción "Ni naiz izotz erregina", incluida en el disco 'Izotz erregina'. Este disco es el primer disco de rap íntegramente en euskera realizado por una solista femenina en Euskadi.
Acompañada por Aneguria y Dj. Ibai, "La Basu" es considerada la mayor referente de la escena del rap femenino en Bilbao.
La Basu junto a Aneguria es una de las responsables del proyecto “Eskina Femenina” donde apoyan a las mujeres dentro de la cultura del hip hop. Junto con el Ayuntamiento de Bilbao organizan desde 2015 el festival de hip hop femenino Bazter Fest. Dentro de este festival tienen lugar diferentes actividades para todos los públicos y más de ocho horas ininterrumpidas de conciertos, reuniendo a destacadas artistas del panorama local e internacional.
También realiza talleres de escritura y crea eventos con todas aquellas mujeres que deciden subirse a los escenarios, dándoles el espacio que se merecen dentro de la música.
En la edición de 2018 del Euskaraldia, iniciativa para cambiar los hábitos lingüísticos de las personas que hablan y entienden euskera, ha participado junto con Last Tea Party dj´s, Ines Osinaga eta Maddalen Arzallus en la canción y el vídeo promocional.
El nombre de La Basu viene de cuando era pequeña le tiraron a un cubo de basura, y eso fue lo que le hizo que se esforzara para dar en los morros a esas personas idioma=es}}</ref>

## Discografía
- #k (2001).
- Remixes (2013).
- Aire es vida (2015).
- Izotz Erregina (2016).[3]
- Ni naiz izotz erregina (2017, autoekoizpena).[16]
- Gerra  (2019).

## Premios y reconocimientos
- 2018 Bilboko konpartsak le reconoce como reina del Carnaval de la ciudad de Bilbao, dándole el nombre de zarambolas.[17]